# Heřman Josef Tyl
Heřman Josef Tyl OPraem (* 31. Juli 1914 in Cakov na Hané, Bezirk Olmütz; † 10. Dezember 1993 in Mariánské Lázně) war ein tschechischer römisch-katholischer Ordenspriester und von 1989 bis 1992 Abt des Stiftes Tepl. Als politischer Häftling wurde Tyl während des NS-Regimes in Konzentrationslager interniert, später durch das Regime der KP der Tschechoslowakei inhaftiert.

## Leben

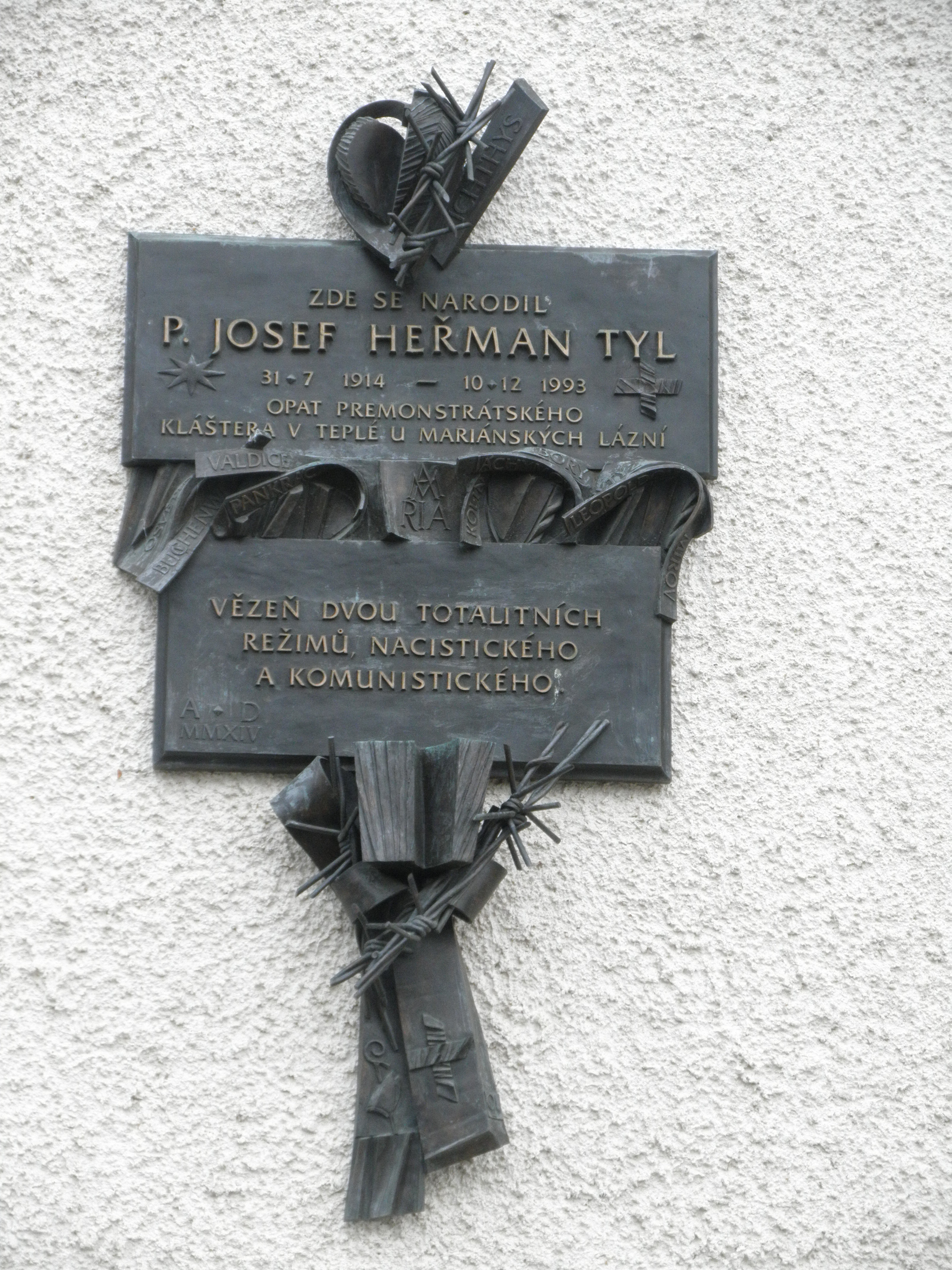
Gedenktafel an Abt Heřman Josef Tyls Geburtshaus in Cakov

Tyl wurde als Sohn einer Bauernfamilie geboren. Nach seinem Abitur, das er in Prešov abgeschlossenen hatte, trat er 1936 in die Prämonstratenserabtei Nová Říše ein. Sein Ordensnamen erinnert an Hermann Joseph von Steinfeld. Im Anschluss an seine Priesterweihe wirkte Tyl ab 1940 als Seelsorger in der Pfarre Brno-Židenice. 1941 beendete er das Theologiestudium und wurde zum Novizenmeister von Nová Říše ernannt, um bei der Einführung und Ausbildung der Ordensanwärter mitzuwirken. Tyl wurde zusammen mit sieben weiteren Prämonstratensern am 29. Mai 1942 von der Geheimen Staatspolizei verhaftet, in das Konzentrationslager Auschwitz und Buchenwald deportiert, wo er von Soldaten der  Streitkräfte der Vereinigten Staaten befreit wurde, um anschließend bei der Versorgung Kranker zu helfen. Jedoch erkrankte Tyl selbst an Typhus, sodass er in der Pariser Pasteur-Klinik  behandelt werden musste.
Nachdem Tyl im August 1945 in seine Heimat zurückgekehrt war, wurde er zum Administrator seines Heimatklosters Nová Říše ernannt. Im Januar 1946 übertrug Tyl seine Profess auf das Stift Tepl. Hier versuchte er die klösterlichen Betriebe wiederherzustellen, um die wirtschaftliche Not der unmittelbaren Nachkriegszeit entgegenzuwirken. Während dieser Zeit schrieb Tyl seine Veröffentlichungen über die Klöster in Nová Říše und Tepl. Neben den ökonomischen Interessen galt Tyls Augenmerk auch den seelsorglichen Belangen des Stiftes. Er initiierte die Hroznat-Pilgerfahrt, die von ehemaligen politischen Gefangenen begangen wird und noch heute jährlich in Tepl stattfindet. 1950 wurde Tyl durch das Regime der KP der Tschechoslowakei verhaftet und 1951 in einem Schauprozess zu 12 Jahren Gefängnis wegen Hochverrats verurteilt. Als politischer Häftling wurde Tyl auch im „tschechoslowakischen Gulag“ von Jáchymov interniert, wo er Zwangsarbeit leisten musste.
Nach der Strafaussetzung zur Bewährung im Jahr 1958 arbeitete Tyl als Geistlicher ohne staatliche Genehmigung in der Kollektivfarm seiner Heimatstadt Cakov. 1961 wurde er freigesprochen, seine Rechte wiederhergestellt, sodass er sich ab 1964 wieder seinen priesterlichen Verpflichtungen widmen konnte. Zunächst bekleidete er das Seelsorgsamt von Bohuslavice bei Konice na Hané, später wirkte er als Dekan in Mariánské Lázně (Marienbad). Am Tag seines 60. Geburtstages wurde er durch den Entzug der staatlichen Genehmigung vorzeitig in den Ruhestand geschickt. Tyl durfte zwar in der Pfarrei in Bítov bei Znojmo bleiben, ihm blieb jedoch das Recht verwehrt, weiter als Seelsorger in Erscheinung zu treten. Erst 1987 erhielt er wieder die Erlaubnis für öffentliche pastorale Aktivitäten, die er in seiner neuen Pfarre Slatinice bei Olomouc ausübte.
Im Vorfeld der Samtenen Revolution wurde Tyl am 19. September 1989 vom Konvent des Stiftes Tepl zum Abt gewählt. 1991 erfolgte seine staatliche Rehabilitierung. 1992 musste er aus gesundheitlichen Gründen von seinem Abbatiat resignieren. Tyl starb am 10. Dezember 1993 in Mariánské Lázně. Er ist auf dem Klosterfriedhof in Stift Tepl begraben.
1996 verkörperte der tschechische Schauspieler Stanislav Zindulka Heřman Josef Tyl im preisgekrönten tschechischen Historiendrama „Boomerang“.